# Trnje (gmina Črenšovci)
Trnje – wieś w Słowenii, w gminie Črenšovci. W 2018 roku liczyła 526 mieszkańców.